# Comprendre els mitjans de comunicació
Comprendre els Mitjans de Comunicació: les extensions de l'Home (títol original en anglès: Understanding Media: The Extension of Man) és un llibre del filòsof i escriptor Marshall McLuhan que publicà l'any 1964. En ell, l'autor posa el focus d'estudi en els Mitjans, com a transmissors. Suggereix que els mitjans tenen una gran influència sobre la Societat on ocupen un rol important principalment per les caracterísitques del mitjà que no pas pel contingut que proporcionen. Aquest llibre és considerat un pioner dins de l'estudi de la teoria mediàtica.

## Sumari
A la primera part del llibre, l'autor discuteix les diferències entre els "mitjans calents i freds" i la menera que un mitjà tradueix el contingut d'un altre. Breument, "el contingut d'un mitjà és sempre un altre mitjà".
A la segona part, McLuhan analitza cada mitja (aproximadament 1964) d'una manera que exposa la forma, en canvi del seu contingut. Amb això, McLuhan tracta la Paraula parlada, la Paraula escrita (en un manuscrit o un incunable), les xarxes de carreteres i els mapes de rutes, els Nombres, la Roba, l'Habitatge, el Diner, els rellotges, la Impressió (p.ex., litografia o xilografia), els comic, la Impremta (com la tipografia), la Roda, la bicicleta i l'avió, la fotografia, la Premsa, el cotxe, la Publicitat, els jocs, el telègraf, la màquina d'escriure, el Telèfon, el Fonògraf, les pel·lícules, la Ràdio, la Televisió, les armes, i l'automatització.
Al llarg del llibre, l'autor fa ús de cites i anècdotes històriques per demostrar les maneres que les noves formes de mitjans canvien la percepció de les socitetats, amb un focus específic als efectes de cada mitjà, sense tenir en compte el contingut que transmeten. McLuhan identifica dos tipus de mitjans: el "calent" i el "fred". Aquesta terminologia no fa referència a la temperatura o a la intensitat emocional, ni tampoc a cap tipus de classificació, sinó al grau de participació que comporten. Els freds són aquells que requereixen una alta participació per part de l'usuari, degut a la seva baixa definició (el receptor/usuari ha de interpretar o sobreentendre la informació que falta). Com s'han d'utilitzar més sentits i més bagatge cultural, fomenten la participació. Per altra banda, els mitjans calents requereixen una baixa participació degut a la seva alta resolució i definició. Una pel·lícula, per exemple, és un mitjà calent, ja que dins del context d'una sala de cine fosca, l'espectador està completament captivat, i un sentit primari -el visual- està enfeinat amb alta definició. Pel contrari, la Televisió és un mitjà fred, perquè s'estan produint moltes coses i l'espectador ha d'integrar i processar tots els missatges auditius i visuals del context.

## McLuhan i el concepte dels "mitjans de comunicació"
McLuhan utilitza de manera intercanviable els termes "medium" (mitjà), "media" (mitjans), i tecnologia. Per a ell, un mitjà és "qualsevol extensió de nosaltres mateixos" o més àmpliament "qualsevol nova tecnologia". A més de noves formes com els diaris, McLuhan inclou la bombeta, els cotxes, el discurs i el Llenguatge dins de la seva definició de "mitjans": tots això, com a tecnologies, intervenen en la nostra comunicació; les seves formes o estructures afecten a com nosaltres percebem i entenem el món que ens rodeja.
L'autor diu que els pronunciaments convencionals fracasen en el moment d'estudiar els mitjans perquè es focalitzen en el contingut, que els encega dels efectes físics i socials que defineixen el vertader significat del mitjans. McLuhan observa que qualsevol mitjà "amplifica o accelera els processos existents" introdueix un "canvi d'escala, ritme, forma o patró en l'associació humana, els assumptes i l'acció", el que dona lloc a "conseqüències psíquiques i socials"; aquest és el vertader "significat o missatge" portat per un mitjà, un missatge social i psíquic, i aquest depèn únicament del mitjà en sí, independentment del contingut emès per ell. Aquest és el significat de "el mitjà és el missatge".
Per demostrar els errors de la creença comuna sobre que el missatge resideix en com s'utilitza el mitjà (el contingut), McLuhan utilitza l'exemple de la mecanització, assenyalant que, independentment del producte (p.e. cereals o Cadillacs), l'impacte als treballador i la societat és el mateix. En una altra mostra del desconeixement comú del significat real dels mitjans de comunicació, l'autor diu que la població descriu "la rascada però no la picor". Com a exemple d' "experts en mitjans" que segueix aquest enfocament fonamentalment defectuós, McLuhan cita una declaració del "General" David Sarnoff (cap de RCA), anomenant-la "la veu del somnambulisme actual". Cada mitjà "s'afegeix al que ja som" adonant-se que "amputacions i extensions" als nostres sentits i cossos, configurant-los en una nova tècnica. Tan atractiu com pot semblar la recreació de nosaltres mateixos, realment en situa dins d'una "hipnosi narcisista" que ens impedeix adonar-nos de la vertadera naturalesa dels mitjans.
L'autor també diu que una característica de cada mitjà és que el seu contingut sempre és un altre mitjà (previ). Per exemple al nou mil·lenni, Internet és un mitjà que conté petjades de diferents mitjans que han vingut al darrere -la Imprempta, la Ràdio i la imatge en moviment.
L'impacte de cada mitjà està una certament limitat a la condició social anterior, ja que només s'afegeix a l'existent, amplificant els processos existents. Per tant, diferents societats poden ser transformades de diferent manera pel mateix mitjà.
Una visió, subestimada i constantment repetida, que té McLuhan és que el judici moral (positiu o negatiu) que té un individu que utilitzi els mitjans és molt complex, degut als efectes psicològics que produeixen aquests en els seus usuaris. A més, els mitjans i la tecnologia, per a McLuhan, no són necessàriament per naturalesa "bons" o "dolents", sinó produeixen un gran canvi en el mode de vida d'una societat. La consciència dels canvis sembla el que McLuhan considera com allò més important, de manera que, en la seva opinió, l'únic desastre segur seria una societat que no percebés els efectes de la tecnologia en el seu món, especialment els abismes i les tensions entre generacions.
L'única forma de discernir els vertaders "principis i línies de força" d'un mitjà (o estructura) és distanciar-se i desprendre's d'ell. Això és necessari per evitar la poderosa capacitat de qualsevol mitjà per posar als confiats en un "estat subliminal de transit Narcís", imposant "les seves pròpies suposicions, preferències i valors". En canvi, en una posició diferent, un pot preveure i controlar els efectes del mitjà. Això és difícil perquè "l'encanteri pot ocórrer immediatament després del contacte, com en els primers compassos d'una melodia". Un exemple històric de tal desprendiment és Alexis Tocquevile i el mitjà de la tipografia. Ell estava en aquesta posició perquè fou un home prou alfabetitzat. En canvi, un exemple històric de l'acceptació dels supòsits tecnològics va ocórrer al món occidental, que, fortament influenciat per l'alfabetització, va prendre els seus principis de "uniforme, continu i seqüencial" per a l'actual significat de "racional".
McLuhan manté que els mitjans són llenguatges, amb les seves pròpies estructures i gramàtica, i que poden ser estudiats com a tal. Ell creia que els mitjans de comunicació produeixen efectes perquè contínuament moldegen i reformulen les formes que els indvidus, les societats i les cultures perceben i entenen el món. Des de la seva opinió, el propòsit dels estudis dels mitjans és fer visible alló invisible: els efectes de les tecnologies de mitjans en si, en canvi dels simples missatges que transmeten. Per tant, idealment, els estudis de mitjans busquen identificar patrons dins d'un mitjà i en les seves interaccions amb altres mitjans. Basat en els seus estudis en New Criticism, McLuhan va argumentar que les tecnologies són per a la paraula el mateix que la cultura que ens rodeja és per a un poema: les primeres deriven el seu significat del context format per les segones. De la mateixa manera que Harold Innis, McLuhan va observar la cultura i la societat en general, en la que un mitjà transmet els seus missatges per identificar patrons dels efectes del mitjà.

### Els mitjans "calents" i "freds"
A la primera part del llibre, McLuhan també afirma que hi ha diferents mitjans que inviten a diferents graus de participació per part de la persona que escull consumir-los. Alguns d'ells, com una pel·lícula, són els "calents", és a dir, activen un sol sentit, en aquest cas la visió, de tal manera que l'usuari no necessita fer molt d'esforç per completar la informació dels estímuls rebuts. Després ho va contrastar amb la televisió, determinada "freda", ja que segons ell exigeix un major esforç per part de l'espectador per determinar el seu significat, i el còmic, que degut a la seva presentació mínima de detalls visuals, requereix un alt grau d'esforç per completar els detalls que el dibuixant pot haver intentat descriure. McLuhan diu que una pel·lícula és "calenta", perquè només intensifica un sentit, i "d'alta definició" perquè que exigeix l'atenció d'un espectador; en canvi, un còmic és "fred" i de "baixa deifinició", que requereix una participació molt més conscient per part del lector per extreure-li valor.
Marshall McLuhan, a Comprendre els Mitjans de Comunicació: les Extensions de l'Home, aprofundeix en la idea que els mitjans calents i freds no només es diferencien pel grau d’informació que ofereixen, sinó també per la manera com modelen les interaccions humanes i les experiències sensorials. Un mitjà calent, com la ràdio, transmet informació d’una manera molt directa, sovint intensificant l’experiència sensorial associada, com l’oïda, però sense requerir gaire interpretació per part de l’oient. En contrast, un mitjà fred, com el telèfon, fomenta una participació més activa perquè el receptor ha de reconstruir gran part del significat a partir d’informació limitada, com el to de veu o els silencis entre frases. Aquesta diferència il·lustra com els mitjans configuren el pensament i les habilitats cognitives segons el grau d’interacció que exigeixen.
McLuhan també connecta aquestes categories amb l’impacte cultural dels mitjans. Un mitjà calent pot afavorir la uniformitat cultural, ja que proporciona experiències similars a grans grups de persones sense demanar gaire esforç crític. Per exemple, el cinema, amb el seu alt nivell de detall visual i narratiu, permet una experiència compartida gairebé idèntica entre espectadors, promovent una cultura de consum passiu. Per contra, els mitjans freds com la televisió o els còmics poden donar lloc a interpretacions més variades perquè cada espectador o lector ha d’omplir els buits de significat. Aquesta característica fomenta una major diversitat d’experiències individuals i, potencialment, una major creativitat i reflexió en la societat.
En última instància, McLuhan destaca que la relació entre els mitjans i les audiències no és estàtica. Els avenços tecnològics poden transformar un mitjà percebut com a fred en calent, o viceversa, a mesura que evolucionen les expectatives i habilitats de la població. Aquesta adaptació constant subratlla la idea central de McLuhan: els mitjans no són només canals d’informació, sinó extensions de les capacitats humanes que modelen com entenem i participem en el món.

## Crítica al llibre
La definició i tractament que McLuhan utilitza per "mitjà" ha sigut criticada per diversos teòrics, ja que la consideraven una idea massa simplista. Umberto Eco, per exemple, defensa que la idea que McLuhan presenta com a terme general de "mitjà" combina diferents canals, codis i missatges, confonent el vehicle, el codi intern i el contingut d'un missatge.

A Media Manifestos, Régis Debray també qüestiona la visió de McLuhan del mitjà adoptant una visió similar a la del filòsof italià Eco, McLuhan ofereix un enfocament reduccionista, Debray ho defensa d'aquesta manera:
La llista d'objeccions podria ser i s'ha allargat indefinidament: la tecnologia confusa mateixa amb el seu ús dels mitjans de comunicació fa dels mitjans de comunicació una força abstracta i indiferenciada i produeix la seva imatge en un imaginari "públic" per al consum massiu; la ingenuïtat màgica de les suposades causalitats converteix els mitjans en un "mana" captiva i contagiosa; el mil·lenarisme apocalíptic inventa la figura d'un Homo Massmediaticus sense vincles amb el context històric i social, etc.
Al 1995 Wired va entrevistar a Debray, aquest, va declarar que veia a McLuhan "més poeta que historiador, un mestre del collage intel·lectual més que un analista sistemàtic ... McLuhan subratlla la tecnologia darrere del canvi cultural a costa de l'ús que els missatges i codis fan d'aquesta tecnologia "
El polític Dwight Macdonald també va criticar l'enfocament de McLuhan sobre la televisió, pel seu estil "prosa aforista" i les contradiccions, exageracions, visions distorcionades de fets que no són fets i cròniques indeterminades que apareixen al seu llibre Understanding Media.

Més tard, Brian Winston va publicar un llibre al 1986 anomenat Misunderstanding Media, on parlava de la visió de McLuhan com una postura tecnològicment determinista. Raymond Williams i James W. Carey continuen aquest punt de contenció, afirmant:
El treball de McLuhan va ser una culminació particular d'una teoria estètica que es va convertir, negativament, en una teoria social […] És un determinisme tecnològic aparentment sofisticat que té l'efecte significatiu d'indicar un determinisme social i cultural […] si el mitjà, ja sigui imprès o televisiu, és la causa, de totes les altres causes, tot allò que els homes normalment veuen com la història es redueix als efectes. (Williams 1990, 126/7)
David Carr afirma que hi ha hagut una llarga llista "d'acadèmics que han fet una carrera per a desconstruir l'esforç de McLuhan per definir l'ecosistema dels mitjans moderns", ja sigui pel que veuen com la ignorància de McLuhan cap al context sociohistòric o l'estil del seu argument.
Tot i que alguns crítics han tingut problemes amb l'estil d'escriptura i el mode d'argument de McLuhan, el mateix autor va instar als lectors a pensar en el seu treball com "sondes" o "mosaics" que ofereixen un enfocament d'eines per pensar sobre els mitjans de comunicació. El seu estil eclèctic d'escriptura també ha estat elogiat per la seva sensibilitat postmoderna i la seva idoneïtat per l'espai virtual.